# L’Isle-sur-la-Sorgue
L’Isle-sur-la-Sorgue – miejscowość i gmina we Francji, w regionie Prowansja-Alpy-Lazurowe Wybrzeże, w departamencie Vaucluse.
Według danych na rok 1990 gminę zamieszkiwały 15 564 osoby, a gęstość zaludnienia wynosiła 349 osób/km² (wśród 963 gmin regionu Prowansja-Alpy-W. Lazurowe L’Isle-sur-la-Sorgue plasuje się na 45. miejscu pod względem liczby ludności, natomiast pod względem powierzchni na miejscu 170.).

## Zabytki i atrakcje turystyczne

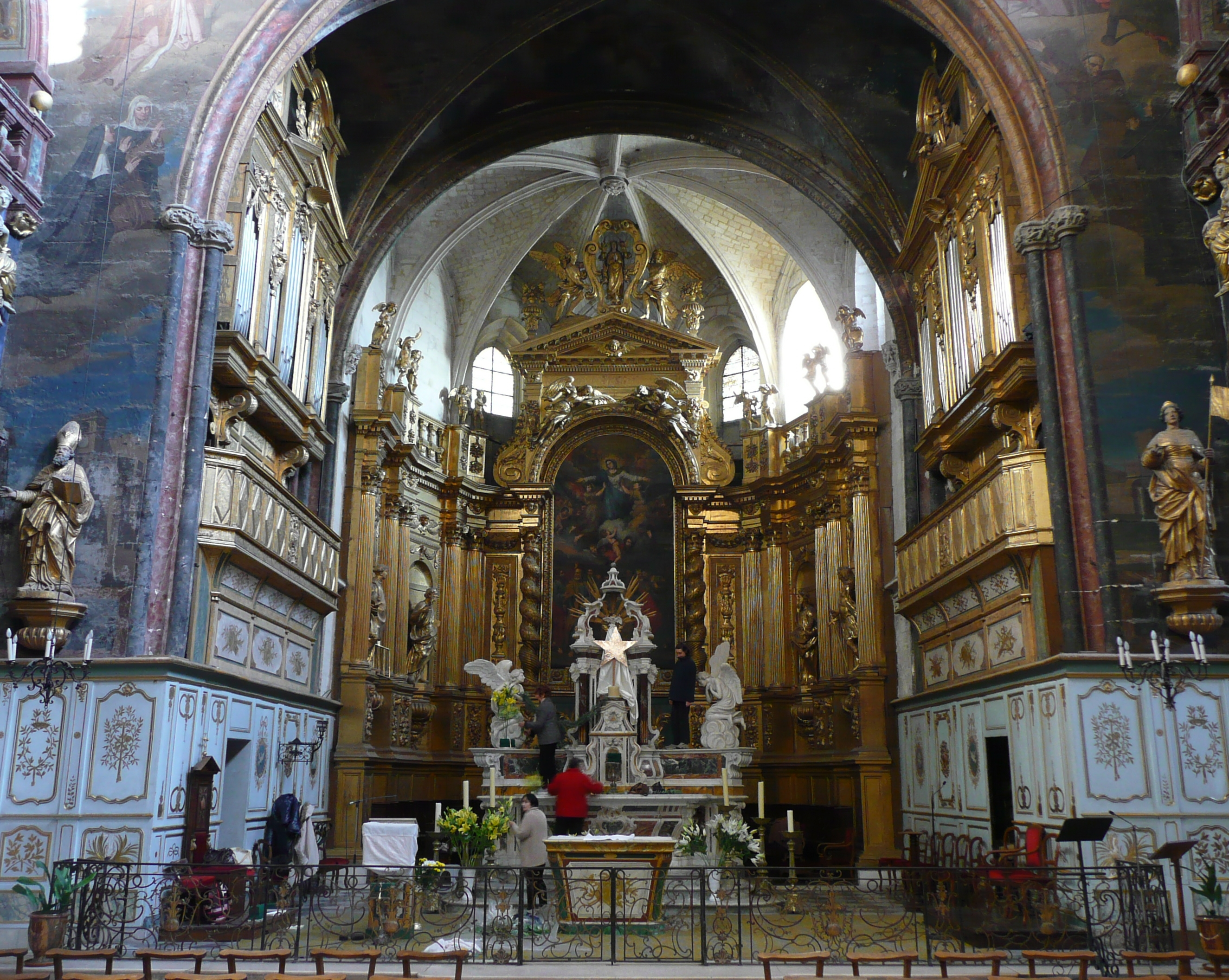
Wnętrze kolegiaty

- XVII-wieczna Kolegiata Wniebowzięcia Najświętszej Maryi Panny (fr. Collégiale Notre-Dame-des-Anges de L'Isle-sur-la-Sorgue) z pięknie zdobionym wnętrzem[1].
- Centrum Sztuki – Compredon (fr. Campredon—Centre d’Art) muzeum sztuki współczesnej mieszczące się w XVIII-wiecznej kamienicy, domie rodzinnym poety René Char[2].